# Frise en damier

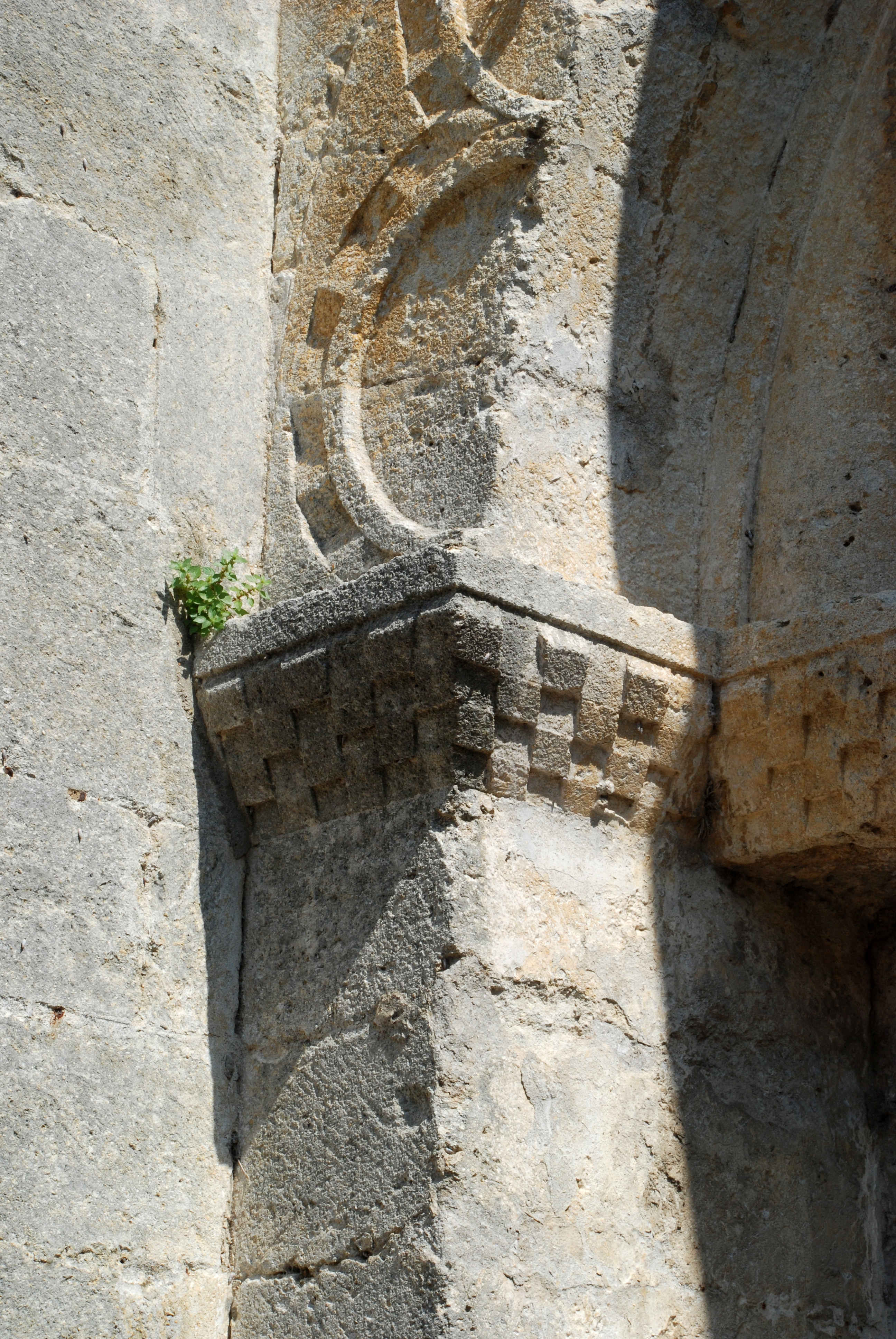
Frise en damier ornant un chapiteau de
la chapelle Saint-Marcellin de Boulbon.

La frise en damier est un type d'ornement architectural en bandeau figurant un motif ornemental en damier.
Elle constitue un des principaux types de frises ornementales utilisées à l'époque romane, aux côtés de la frise de dents d'engrenage, de la frise de dents-de-scie et des frises inspirées de l'antique (frise d'oves, frise de feuilles d'acanthe, frise de grecque).

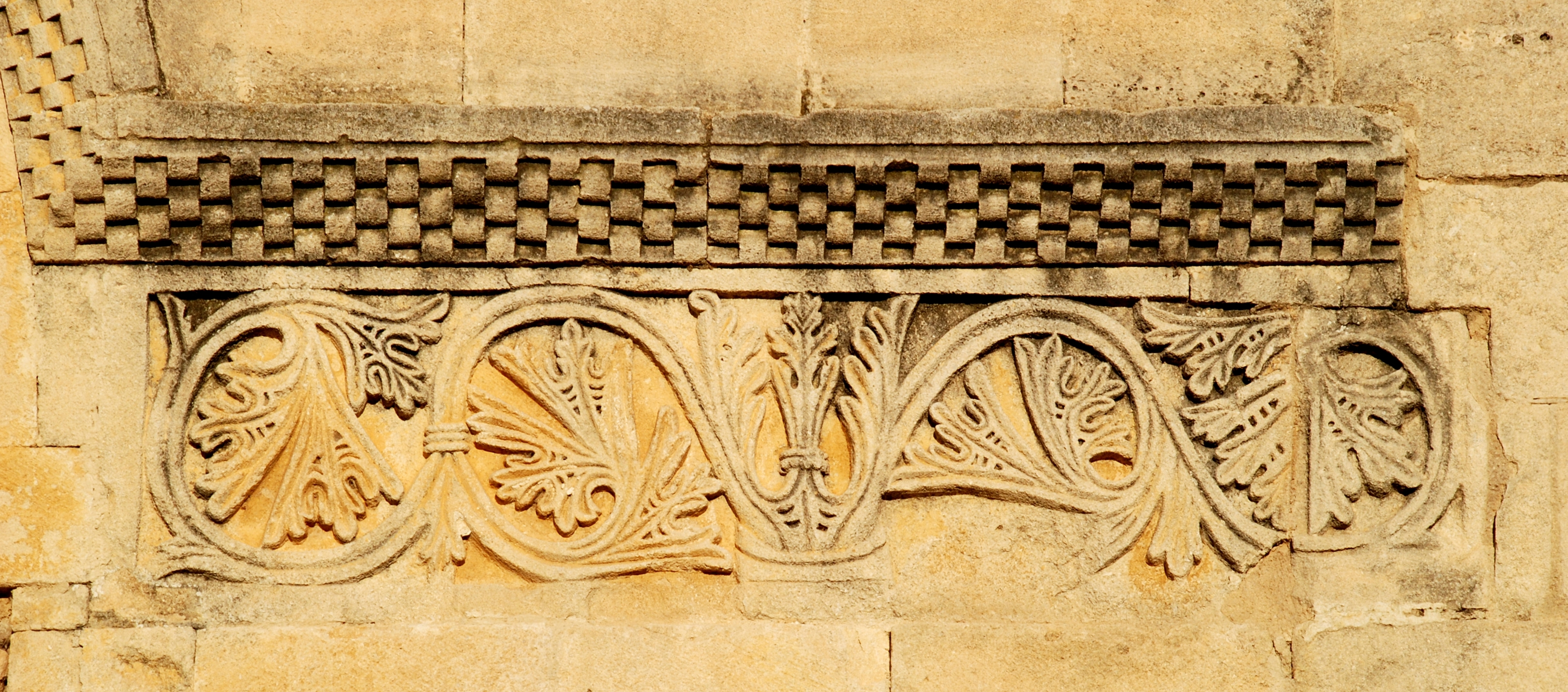
Frise en damier et rinceaux ornant le portail du prieuré Notre-Dame de Salagon.
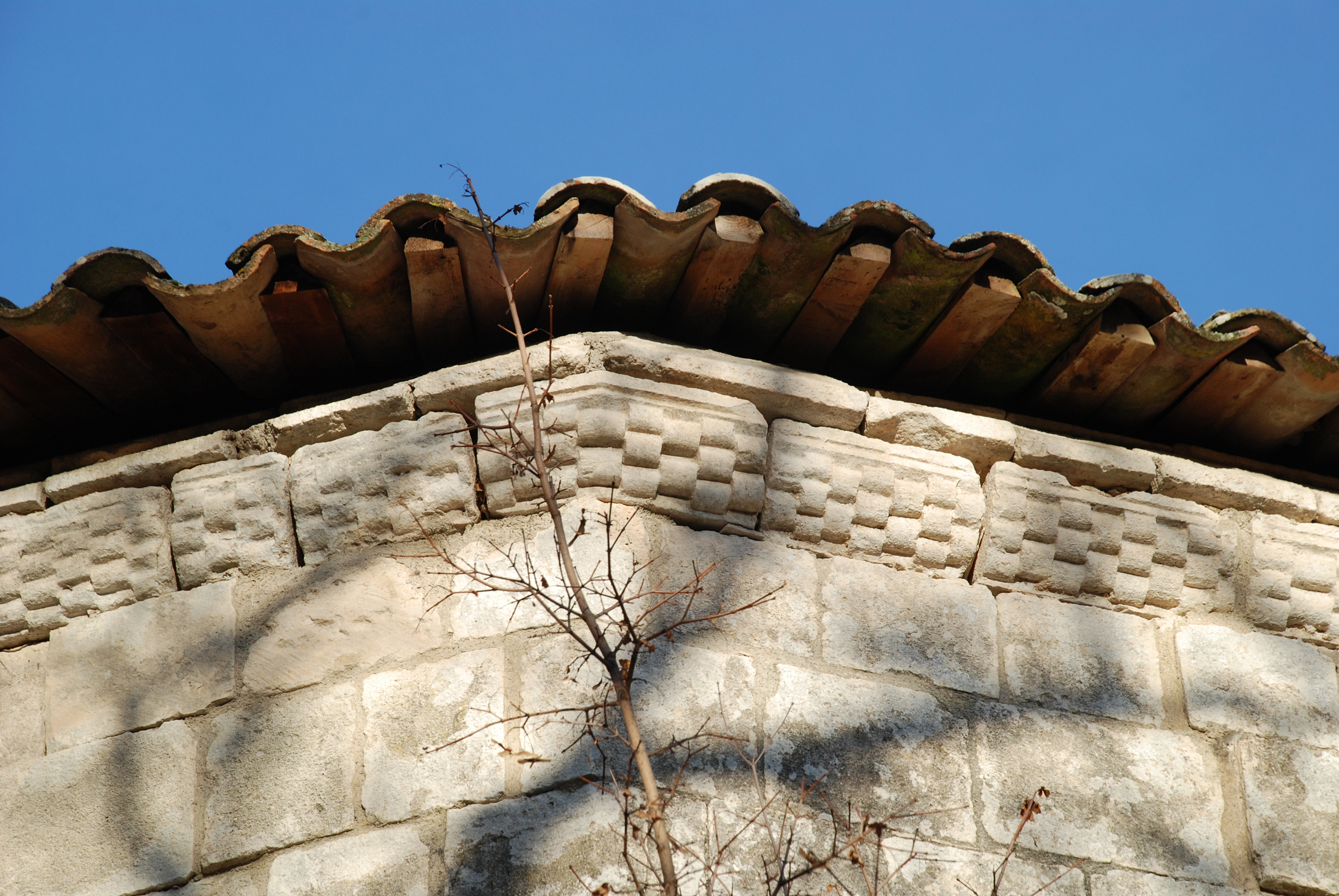
Frise en damier ornant la corniche du prieuré de Carluc.